# ゴールデンホーン
ゴールデンホーン（英: Golden Horn, 2012年3月27日 - ） は、鹿毛の競走馬である。主な勝ち鞍は2015年のダービーステークス、エクリプスステークス、アイリッシュチャンピオンステークス、凱旋門賞。

## 経歴

### 2歳時（2014年）
2014年10月29日にノッティンガム競馬場の未勝利戦でデビューし、2015年のクラシック戦線で再び対戦することになるストームザスターズをアタマ差退けて勝利した。

### 3歳時（2015年）
3歳初戦のリステッドレースに勝利すると、次走はダンテステークス(G2)に出走。1番人気は同じジョン・ゴスデン厩舎のジャックホブスであったが、ゴールデンホーンが2馬身3/4差をつけて圧勝した。ダービー出走はダンテステークスの勝ち方次第とされていたため、この勝利の後に、追加登録料75,000ポンドを支払ってのダービー出走が決まった。
ダービーでの鞍上はランフランコ・デットーリであった。後方からのレースとなったゴールデンホーンは、直線外に持ち出すと、先に抜け出したジャックホブスを差し切り3馬身半差をつけて圧勝した。3着はデビュー戦で負かしたストームザスターズであり、ゴールデンホーンとの着差は8馬身であった。
続けて陣営が選択したのはエクリプスステークス(G1)で、古馬との初対戦となった。ダービーでは後方待機であったがここでは逃げを選択し、古馬最有力のザグレーギャツビーに3馬身半差をつけての逃げ切り勝ちを収めた。ゴールデンホーンはここまで5戦無敗であったが、キングジョージ6世&クイーンエリザベスステークス(G1)を馬場を理由に回避した後に出走したインターナショナルステークス(G1)で、3歳牝馬のアラビアンクイーンに競り負け、初の敗戦となった。
次走のアイリッシュチャンピオンステークス(G1)では逃げていたが残り150メートル地点で外に大きくよれてフリーイーグルと接触。1着入線で審議となったが到達順位通りに確定、勝利した。ゴスデン調教師は「スタンドの影に驚いたから」だと説明した。
ゴールデンホーンは、緩い馬場や、トレヴの主戦ティエリ・ジャルネが指摘した「年内使いすぎ」などの問題もあったが、追加登録料12万ユーロを支払って凱旋門賞(G1)に出走した。スタートしてすぐ後方集団の外につけると、ほどなくして馬群から離れ、さらに外を追走した。その後トレヴのペースメーカーを見る形の2番手につけると、直線で抜け出し、2着のフリントシャーを2馬身差退けて勝利した。このレースの後、鞍上のデットーリはゴールデンホーンを「今まで騎乗した馬の中でおそらく一番だ」と評価している。
引退レースに選ばれたのはブリーダーズカップ・ターフ(G1)であった。同年のアーリントンミリオンステークス(G1)の勝ち馬ザピッツァマンやG1を4勝しているビッグブルーキトゥンなどアメリカのG1馬が出走していたが、ゴールデンホーンに半馬身差つけて勝利したのは凱旋門賞9着の3歳牝馬ファウンドであった。
この年の活躍を受けて、ゴールデンホーンはカルティエ賞年度代表馬、最優秀3歳牡馬に選出された。

### 競走成績
以下の内容は、Racing Postの情報に基づく。
| 出走日     | 競馬場           | 競走名          | 格 | 距離    | 着順 | 騎手         | 着差     | 1着（2着）馬        |
| ---------- | ---------------- | --------------- | -- | ------- | ---- | ------------ | -------- | ------------------- |
| 2014.10.29 | ノッティンガム   | 未勝利          |    | 芝8.5f  | 1着  | W.ビュイック | アタマ   | （Storm the Stars） |
| 2015.04.15 | ニューマーケット | フェイルデンS   | L  | 芝9f    | 1着  | L.デットーリ | 1馬身1/2 | （Peacock）         |
| 0000.05.14 | ヨーク           | ダンテS         | G2 | 芝10.5f | 1着  | W.ビュイック | 2馬身3/4 | （Jack Hobbs）      |
| 0000.06.06 | エプソム         | 英ダービー      | G1 | 芝12f   | 1着  | L.デットーリ | 3馬身1/2 | （Jack Hobbs）      |
| 0000.07.04 | サンダウン       | エクリプスS     | G1 | 芝10f   | 1着  | L.デットーリ | 3馬身1/2 | （The Grey Gatsby） |
| 0000.08.19 | ヨーク           | 英国際S         | G1 | 芝10.5f | 2着  | L.デットーリ | クビ     | Arabian Queen       |
| 0000.09.12 | レパーズタウン   | 愛チャンピオンS | G1 | 芝10f   | 1着  | L.デットーリ | 1馬身    | （Found）           |
| 0000.10.04 | ロンシャン       | 凱旋門賞        | G1 | 芝12f   | 1着  | L.デットーリ | 2馬身    | （Flintshire）      |
| 0000.10.31 | キーンランド     | BCターフ        | G1 | 芝12f   | 2着  | L.デットーリ | 1/2馬身  | Found               |

## 種牡馬時代
2016年よりイギリスのダルハムホールスタッドで種牡馬入りした。その際、種付け料は6万ポンドに設定された。

### 主な産駒
- 2018年産
  - Trawlerman - 2025年ゴールドカップ

## 血統表
| ゴールデンホーンの血統(ダンジグ系 Northern Dancer4×4=12.50%) | ゴールデンホーンの血統(ダンジグ系 Northern Dancer4×4=12.50%) | ゴールデンホーンの血統(ダンジグ系 Northern Dancer4×4=12.50%) | （血統表の出典） | （血統表の出典） |
| 父 Cape Cross 1994 黒鹿毛                                    | 父の父Green Desert 1983 鹿毛                                 | Danzig                                                       | Northern Dancer  | Northern Dancer  |
| 父 Cape Cross 1994 黒鹿毛                                    | 父の父Green Desert 1983 鹿毛                                 | Danzig                                                       | Pas De Nom       |                  |
| 父 Cape Cross 1994 黒鹿毛                                    | 父の父Green Desert 1983 鹿毛                                 | Foreign Courier                                              | Sir Ivor         | Sir Ivor         |
| 父 Cape Cross 1994 黒鹿毛                                    | 父の父Green Desert 1983 鹿毛                                 | Foreign Courier                                              | Courtly Dee      |                  |
| 父 Cape Cross 1994 黒鹿毛                                    | 父の母Park Appeal 1982 黒鹿毛                                | Ahonoora                                                     | Lorenzaccio      | Lorenzaccio      |
| 父 Cape Cross 1994 黒鹿毛                                    | 父の母Park Appeal 1982 黒鹿毛                                | Ahonoora                                                     | Helen Nichols    |                  |
| 父 Cape Cross 1994 黒鹿毛                                    | 父の母Park Appeal 1982 黒鹿毛                                | Balidaress                                                   | Balidar          | Balidar          |
| 父 Cape Cross 1994 黒鹿毛                                    | 父の母Park Appeal 1982 黒鹿毛                                | Balidaress                                                   | Innocence        |                  |
| 母 Fleche d'Or 2006 鹿毛                                     | 母の父Dubai Destination 1999 鹿毛                            | Kingmambo                                                    | Mr. Prospector   | Mr. Prospector   |
| 母 Fleche d'Or 2006 鹿毛                                     | 母の父Dubai Destination 1999 鹿毛                            | Kingmambo                                                    | Miesque          |                  |
| 母 Fleche d'Or 2006 鹿毛                                     | 母の父Dubai Destination 1999 鹿毛                            | Mysterial                                                    | Alleged          | Alleged          |
| 母 Fleche d'Or 2006 鹿毛                                     | 母の父Dubai Destination 1999 鹿毛                            | Mysterial                                                    | Mysteries        |                  |
| 母 Fleche d'Or 2006 鹿毛                                     | 母の母Nuryana 1984 鹿毛                                      | Nureyev                                                      | Northern Dancer  | Northern Dancer  |
| 母 Fleche d'Or 2006 鹿毛                                     | 母の母Nuryana 1984 鹿毛                                      | Nureyev                                                      | Special          |                  |
| 母 Fleche d'Or 2006 鹿毛                                     | 母の母Nuryana 1984 鹿毛                                      | Loralane                                                     | Habitat          | Habitat          |
| 母 Fleche d'Or 2006 鹿毛                                     | 母の母Nuryana 1984 鹿毛                                      | Loralane                                                     | Lora F-No.9-c    |                  |

- 主な近親にクラックスマン、タイトルホルダー。